# Le Poët-Célard
Le Poët-Célard är en kommun i departementet Drôme i regionen Auvergne-Rhône-Alpes i sydöstra Frankrike. Kommunen ligger i kantonen Bourdeaux som tillhör arrondissementet Die. År 2022 hade Le Poët-Célard 147 invånare.

## Befolkningsutveckling
Antalet invånare i kommunen Le Poët-Célard
Referens:INSEE